# Бодо (језик)
Бодо је тибето-бурмански језик који користи народ Бодо у североисточној Индији. Језик је један од званичних у индијској држави Асам, као и један од званичних језика Индије.
У језику Бодо постоји 7 падежа (номинатив, генитив, датив, акузатив, инструментал, аблатив, локатив), два броја (једнина и множина) и два граматичка рода (мушки и женски). 
До 19. века Бодо је био само усмени језик, а од тада је почео да се пише бенгалским писмом. Постојали су покушаји да се бодо језик пише латиницом. Данас се за писање користи деванагари писмо.